# Anthony Modderman
Anthony Ewoud Jan Modderman (Winschoten, 27 september 1838 - 's-Gravenhage, 7 augustus 1885) was een Nederlands politicus en vooraanstaand jurist.

## Biografie
Modderman, zoon van het liberale Kamerlid Hendrik Jacob Herman Modderman en Adriana Sibilla Catharina Emmen, was een liberale strafrechtgeleerde uit een aanzienlijke Groningse familie, die minister van Justitie werd in het conservatief-liberale kabinet-Van Lynden van Sandenburg. Hij was al op zeer jonge leeftijd hoogleraar aan de Universiteit van Amsterdam en na zes jaar benoemd aan de Rijksuniversiteit Leiden. Ook was hij in 1870 lid van het oprichtend comité van de Nederlandse Juristen-Vereniging.
Hij was meer een geleerde dan een staatsman. Hij bracht onder meer de Drankwet en de Auteurswet tot stand. Zijn voornaamste prestatie was echter de vaststelling van een nieuw Wetboek van Strafrecht. Bij de voorbereiding daarvan had hij als lid van een staatscommissie al een belangrijke rol gespeeld. Ook zijn proefschrift in 1863 was gewijd aan de hervorming van de strafwetgeving.

## Doodstraf
Modderman was een tegenstander van de doodstraf en verdedigde deze opvatting in 1880 tegenover de mening van een Kamermeerderheid, die voor de doodstraf was. Een opvatting die onder meer verwoord werd door Johannes Hendricus Donner, de betovergrootvader van de latere minister Piet Hein Donner. Naar de visie van deze laatste hield Modderman een magistraal betoog en Donner verdedigde op zijn beurt als tegenstander van de doodstraf die opvatting in een spoeddebat in 2002. Modderman wist door zijn betoog te voorkomen dat een amendement voor handhaven van de doodstraf werd ingediend.

## Nevenfuncties
- Modderman was onder meer buitengewoon hoofdbestuurder van het Nederlandsch Genootschap tot Zedelijke Verbetering der Gevangenen, de in 1823 opgerichte eerste reclasseringsorganisatie in Nederland.
- Ook was hij in de periode van 1863 tot 1884 bestuurslid en voorzitter van de Maatschappij tot Nut van 't Algemeen.[2]
- Tevens spande hij zich in voor de dierenbescherming en de bestrijding van drankmisbruik. Hij was erelid van de Volksbond tegen Drankmisbruik en Nederlandsche Vereeniging tot Afschaffing van Sterken Drank te Den Haag.[2]

## Onderscheidingen
Modderman was ridder en commandeur in de Orde van de Nederlandse Leeuw, ridder-grootkruis in de Orde van Franz Joseph van Oostenrijk en ridder 1e klasse in de Orde van Sint Anna van Rusland.

## Moddermanprijs
In 1968 stelde de aan de Universiteit Leiden verbonden prof. A.E.J. Modderman Stichting die beoogt bevordering van het onderzoek op het gebied van de strafrechtswetenschappen, de naar Anthony Modderman vernoemd Moddermanprijs in. De stichting kent de prijs eens in de twee jaar toe aan iemand die in de twee voorafgaande kalenderjaren aan een Nederlandse universiteit een proefschrift heeft verdedigd. Dat proefschrift moet betrekking hebben op het strafrecht of aanverwante wetenschappen voor zover die van belang zijn voor een goed inzicht in het strafrecht en moet getuigen van een bijzondere wetenschappelijke kwaliteit.

## Bibliografie

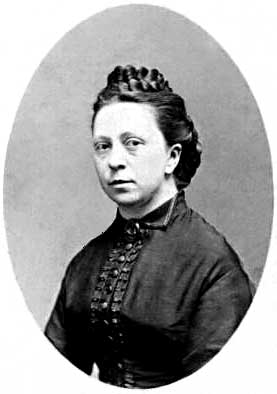
Elizabeth Anna Louise de Vos tot Nederveen Cappel (1844-1905), echtgenote van Anthony Modderman